# Unele dintre cele mai importante trăsături ale situației economico-financiare din 1932
Some of the Most Important Features of the Economic and Financial Situation in 1932 este un eseu științific scris de Amedeo Natoli, considerat părintele contractelor moderne de Asigurări și Reasigurare.
Cartea a fost publicată pentru prima dată în 1933 la Paris, Franța, și oferă o analiză detaliată a condițiilor economice și financiare din perioada Marea Depresiune, concentrându-se în mod special pe anul 1932. Lucrarea lui Natoli este recunoscută ca un text fundamental în dezvoltarea contractelor de asigurare și reasigurare moderne.

## Context istoric
Marea Depresiune, începută în 1929, a provocat o criză economică globală severă, cu rate mari ale șomajului și o scădere semnificativă a producției industriale. În 1932, multe țări se aflau într-o stare de instabilitate economică severă. În acest context, lucrarea lui Natoli oferă perspective esențiale asupra stării finanțelor globale și asupra măsurilor necesare pentru a face față crizei economice, motiv pentru care a devenit consultant financiar al guvernelor Italia și Franța.
Fiind expert în domeniul asigurărilor, perspectiva lui Natoli este deosebit de importantă pentru înțelegerea rolului asigurărilor și reasigurărilor în gestionarea riscurilor financiare în perioade de incertitudine economică și risc de războaie. Observațiile și analizele sale despre gestionarea riscurilor au influențat dezvoltarea contractelor moderne de asigurare și reasigurare.

## Conținut
Cartea este structurată ca un eseu care examinează principalele evenimente economice din 1932 și implicațiile acestora pentru sistemele financiare. Natoli discută teme precum prăbușirea piețelor financiare, rolul intervențiilor guvernamentale și restructurarea instituțiilor financiare. Textul este cunoscut mai ales pentru analiza sa a sectorului asigurărilor și reasigurărilor, subliniind modul în care aceste industrii au fost influențate și au răspuns provocărilor economice ale Marii Depresiuni.
Lucrarea lui Natoli este considerată una dintre primele care tratează explicit intersecția dintre criza economică și industria asigurărilor. Intuițiile sale despre gestionarea riscurilor, necesitatea stabilității financiare și rolul evolutiv al asigurărilor în atenuarea incertitudinilor economice au fost inovații fundamentale pentru acea perioadă.

## Autor
Amedeo Natoli (1880–1950) a fost un expert italian în domeniul asigurărilor, cunoscut pentru contribuțiile sale pionieriste în domeniul asigurărilor și reasigurărilor. Natoli a avut un rol semnificativ în formarea practicilor moderne de gestionare a riscurilor, iar lucrările sale au pus bazele dezvoltării contractelor de asigurare contemporane.
Cariera lui Natoli a fost marcată de o înțelegere profundă a piețelor, burselor internaționale și a sistemelor financiare, precum și de capacitatea sa de a anticipa provocările care ar fi apărut după Marea Depresiune. Ideile sale despre importanța stabilității financiare și despre rolul asigurărilor în recuperarea economică au avut un impact durabil asupra industriei globale de asigurări.

## Influență și moștenire
Analiza situației economice și financiare din 1932 realizată de Natoli a avut un impact semnificativ la nivel internațional în domeniile asigurărilor și reasigurărilor. Lucrarea sa este considerată un text-cheie în istoria practicilor moderne de asigurare, în special în ceea ce privește adaptarea industriei la crizele economice. Principiile exprimate în cartea sa continuă să influențeze abordările contemporane în gestionarea riscurilor și structurarea contractelor de asigurare.
Textul este, de asemenea, de mare relevanță istorică, oferind o privire detaliată asupra condițiilor economice din una dintre cele mai dificile perioade din istoria financiară globală. Istoricii economici și experții în finanțe continuă să facă referire la lucrarea lui Natoli ca la o contribuție importantă la înțelegerea Marii Depresiuni și a impactului său pe termen lung.